# Walter G. Neumann
 Walter Gerd Neumann (* 11. Oktober 1947 in Hildesheim bei Hannover) ist ein deutscher Philosoph und Sozialwissenschaftler.

## Leben
Er stammt aus einer Arbeiterfamilie, hat einen Realschulabschluss gemacht. Neumann arbeitete einige Zeit als Verwaltungspraktikant in der inneren Verwaltung des Landes Niedersachsen beim Regierungspräsidenten in Hildesheim.
Das Abitur holte er auf dem 2. Bildungsweg am Hessenkolleg Kassel nach. Von 1969 bis 1973 studierte er an der Universität Frankfurt / Main. Neumann war ein Schüler von Hans-Jürgen Krahl und war auch Mitglied der Roten Zelle Soziologie. Während seines Studiums an der Universität Hannover von 1977 bis 1982 war Neumann Sekretär des Sozialistischen Büros und Sprecher der Grünen. Danach arbeitete er als Bibliotheksmitarbeiter. Neumann ließ sich 1985 von seiner Frau scheiden und blieb ohne Kinder. Er war Volkshochschuldozent und promovierte 1986 an der Universität Osnabrück.
Danach arbeitete er als Hochschullehrer an der Universität Hannover im Fachbereich Erziehungswissenschaften. Nebenberuflich betätigte er sich auch zeitweise als Verleger.
Von 1982 bis 2007 veröffentlichte Neumann 54 Bücher über Religion, Philosophie, Soziologie, Ökonomie, Ökologie, Feminismus, Gesellschaft, Geschichte, Anthropologie, konkrete Utopie, Psychologie, Naturwissenschaften, Marxsche und Kritische bzw. Krahlsche Theorie und Biografie. Neumann wird von Insidern als Nachfolger von Hans-Jürgen Krahl bezeichnet. Er lebt heute als Frührentner in Hannover. Walter Gerd Neumann gilt als Begründer einer psychoanalytisch angeleiteten Kritik der politischen Ökonomie.

## Publikationen
- 1982: Der unbewusste Hegel. Zum Verhältnis der Wissenschaft der Logik zu Marx’ Kritik der politischen Ökonomie. Materialis-Verlag, ISBN 3-88535-034-3
- 1983: Negative Totalität. Erfahrungen an Hegel, Marx und Freud. Materialis-Verlag, ISBN 3-88535-072-6
- 1986: Arbeit? Nein, Danke. Eine Kritik an Gewerkschaften, Grünen, Frauenbewegung und „Linken“ zum Thema Arbeit. Materialis-Verlag, ISBN 3-925679-02-2
- 1986: Revonnah. Liebe und Gesellschaft im Jahre 2020. eine utopische erzählung. Materialis-Verlag, ISBN 3-925679-00-6
- 1986: Die Befreiung der Lust. Natur, Sexualität und Gesellschaft bei dem Marquise de Sade, Materialis-Verlag, ISBN 3-925679-03-0
- 1989: Nichts lehrt Denken. Das Ende der kritischen Theorie der Vernunft. (Diss. 1986) Materialis-Verlag, 138 S. ISBN 3-88535-122-6
- 1989: Die Philosophie des NICHTS in der Moderne. Sein und Nichtsein bei Hebel, Marx, Heidegger und Sartre. pan Blaue Eule-Verlag, ISBN 3-89206-330-3
- 1990: Denken und Sein. Emanzipation, Dialektik, Denken, Gott, Geld und Post-Moderne. Blaue Eule-Verlag, ISBN 3-89206-360-5
- 1990: Der heilige Lukacs. Geschichte und Klassenbewusstsein heute. Anares-Verlag, ISBN 3-935716-15-X
- 1990: Responsum dico. Wittgensteins Tractatus logico-philosophicus. Eine kritische Untersuchung. Verlag Königshausen und Neumann, ISBN 3-88479-554-6
- 1993: Kritische Theorie der Kultur heute. Der Mensch zwischen revolutionärer Selbsterhaltung und evolutionärer Selbstverwirklichung. Blaue Eule-Verlag, ISBN 3-89206-523-3
- 1993: Sexualität und Philosophie. Zur Psychoanalyse kritischen Denkens. Anares-Verlag, ISBN 3-935716-27-3
- 1994: Gegendenken. Praxis als Begriff des ästhetischen Scheins. Anares-Verlag, ISBN 3-935716-29-X
- 1995: Staat und Politik. Ein Lehrbuch mit Texten von Hegel und Marx im Vergleich. Anares-Verlag, ISBN 3-935716-30-3
- 1995: Die dem Menschen entfremdete Gesellschaft. Zu Hans-Jürgen Krahls Kritik der Marxschen Theorie. Anares-Verlag, ISBN 3-935716-31-1
- 1996: Negativer Materialismus, Logik und praktischer Idealismus. Zur Kritik der Marxschen Theorie. Anares-Verlag, ISBN 3-935716-35-4
- 1996: Marx. Freud. Die Frau und das Geld. Ökonomie und Liebe. Zur Kritik der endkapitalistischen Gesellschaft und der wissenslogischen Bildung. Anares-Verlag, Wiederveröffentlichung 2014, Ousia-Lesekreis-Verlag, ISBN 978-3-944570-57-0
- 1996: Marx - Engels. Aktualität und Antiquiertheit. Anares-Verlag, ISBN 3-935716-34-6
- 1996: Kritik der herrschenden Vernunft. Der Weltgeist am Ende des 20. Jahrhunderts. Ein Lesebuch. Anares-Verlag, ISBN 3-935716-38-9
- 1997: Der Kommentar I. Karl Marx, Das Kapital, 1. Buch, 1. Abschnitt: Die Ware und das Geld. Anares-Verlag, ISBN 3-935716-41-9
- 1998: Der Kommentar II. Karl Marx. Das Kapital. 1. Buch, 2.–7. Abschnitt: Die Kritik der politischen Ökonomie. Anares-Verlag, ISBN 3-935716-40-0
- 1998: Theorie und Praxis. Zur Selbstaufhebung des philosophischen Materialismus. Anares-Verlag, ISBN 3-935716-43-5
- 1998: Der Kommentar III. Karl Marx: Methode, Geschichtsbegriff, Anthropologie und konkrete Utopie. Anares-Verlag, ISBN 3-935716-42-7
- 1998: Wie Phönix aus der Asche.Versuch einer Ontologie der Revolution. Anares-Verlag, ISBN 3-935716-44-3
- 2001: Kritizismus. Wahrheit und Wirklichkeit der Marxschen und kritischen Theorie. Essays zu einer praktisch-idealistischen Philosophie. Anares-Verlag, ISBN 3-935716-48-6
- 2004: Gesellschaftsphilosophie. Unveröffentlichte Schriften 1974–94. Bd. I-III. Anares-Verlag, ISBN 3-935716-69-9
- 2007: Revolutionäre Aktion. Über die Praxis marxscher oder kritischer Theorie, Anares-Verlag, ISBN 978-3-935716-73-4
- 2010: Wider Glaube und Religion. Der Katechismus des Atheismus, Anares-Verlag, ISBN 3-935716-72-9
- 2010: Marx ist out! Für eine Rätedemokratie, Anares-Verlag, ISBN 3-935716-73-7
- 2011: Eine kleine Autobiografie und ein wissenschaftspolitisches Testament. Anares-Verlag, ISBN 3-935716-74-5
- 2015: Die neue Linke und die Revolution heute. Mit einem Nachwort des Hans-Jürgen-Krahl-Instituts, Ousia-Lesekreis-Verlag, ISBN 978-3-944570-59-4